# Carletonite
La carletonite (simbolo IMA: Cto) è un minerale molto raro della classe dei "silicati e germanati". La sua formula chimica è KNa4Ca4Si8O18(CO3)4(OH) • H2O è quindi chimicamente un silicato di potassio-sodio-calcio contenente acqua con gruppi carbonatici aggiuntivi e ioni idrossido o ioni fluoruro, che appartiene strutturalmente ai fillosilicati. I componenti fluoruro e idrossido indicati tra parentesi tonde possono sostituirsi l'uno con l'altro nella formula, ma sono sempre nella stessa proporzione con gli altri componenti del minerale.

## Etimologia e storia
Già nel 1967, un team di scienziati statunitensi-canadesi guidati dal mineralogista e cristallografo professor George Y. Chao aveva presentato una descrizione dei minerali di sienite nefelina di Mont Saint-Hilaire (nel Québec, in Canada), sottolineando l'esistenza di dieci minerali non identificati. Tra questi ce n'era uno che era caratterizzato da particolari transizioni di colore graduali dal rosa all'azzurro pallido: questa fase fu provvisoriamente indicata come "Mineral UK #15" ("Numero Sconosciuto 15").
Ulteriori indagini permisero di presentare l'UK #15 all'Associazione Mineralogica Internazionale (IMA) e riconosciuto come nuovo minerale nel 1969. Nel 1971, è stato descritto da George Y. Chao della Carleton University, (a Ottawa, in Canada), e chiamato carletonite dall'università in cui è stato scoperto e studiato per la prima volta.
Il campione tipo del minerale è esposto nel Museo Canadese della Natura di Ottawa (in precedenza: Museo Nazionale di Scienze Naturali) (col numero di catalogo CMNMC 37135, olotipo, 10 g), nonché nel Geological Survey of Canada di Ottawa (catalogo nº NMNCC 012157).

## Classificazione
Nell'ormai obsoleta, ma ancora in uso 8ª edizione della sistematica dei minerali secondo Strunz, la carletonite appartiene alla classe dei minerali dei "silicati e germanati" e lì alla sottoclasse dei "fillosilicati", dove è l'unico rappresentante del gruppo senza nome con il sistema nº VIII/H.07.
La 9ª edizione della sistematica minerale di Strunz, valida dal 2001 e utilizzata dall'Associazione Mineralogica Internazionale (IMA), classifica la carletonite nella classe dei "silicati e germanati" e lì nella sottoclasse "9.E Fillosilicati". Tuttavia, questa divisione è ulteriormente suddivisa in base alla struttura degli strati, in modo che il minerale possa essere trovato nella suddivisione "9.EB Reti doppie con anelli di 4 e 6 membri" in base alla sua struttura, dove è l'unico membro del gruppo senza nome con il sistema nº 9.EB.20.
Anche la sistematica dei minerali secondo Dana, utilizzata principalmente nel mondo anglosassone, classifica la carletonite nella classe dei "silicati e germanati" e lì nella divisione dei "minerali fillosilicati". Qui si trova insieme a fluorapophyllite-(K), hydroxyapophyllite-(K) e fluorapophyllite-(Na) nel "gruppo dell'apofillite (anelli a 4 e 8 membri)" con il sistema nº 72.03.01 all'interno della sottosezione "Fillosilicati: strati bidimensionali illimitati con anelli diversi da quelli a sei membri: anelli a 3, 4 o 5 membri e anelli a 8 membri".

## Chimica
La carletonite ha (sulla base di 8 atomi (Si,Al) per formula) la seguente composizione misurata:
{\displaystyle {\ce {K_{0,74}Na_{3,56}(Ca_{3,74}Mg_{0,03})_{\Sigma =3,77}(Si_{7,89}Al_{0,11})_{\Sigma =8,00}O18(CO3)_{3,56}F_{0,41}\cdot 2,05H2O}}}
con conseguente carletonite:
{\displaystyle {\ce {KNa4Ca4Si8O18(CO3)4(F,OH)\cdot H2O}}}
La carletonite ha una composizione non stechiometrica e presenta carenze di potassio, sodio, calcio, anidride carbonica (CO2) e fluoro. Il contenuto d'acqua indicato nell'analisi del campione tipo è molto più elevato di quanto richiesto dalla formula strutturale, anche se si assume che parte dell'acqua sia presente sotto forma di gruppi idrossilati sostitutivi del fluoro. È probabile che questa acqua in eccesso si depositi sulle lacune del gruppo CO2 e porti alla stabilizzazione della struttura difettosa.

## Abito cristallino
La carletonite cristallizza nel sistema tetragonale nel gruppo spaziale P4/mbm (gruppo nº 127) con i parametri reticolari a = 13,178 Å e c = 16,695 Å così come quattro unità di formula per cella unitaria.
La struttura a doppio strato della carletonite spiega la perfetta scissione del minerale secondo {001}.
L'acqua cristallina e l'anidride carbonica vengono espulse tra 650 e 750 °C, il che è coerente con una forte reazione endotermica a 692 °C. Dopo la perdita di H2O e CO2, la struttura cristallina della carletonite collassa completamente.

## Proprietà

### Morfologia
I minerali associati sono principalmente pectolite, albite, fluorapofillite, calcite, fluorite, steacyite, narsarsukite, leucosfenite e magnesio-arfvedsonite.
La carletonite forma masse cristalline incorporate nei marmi e, nelle cavità, cristalli a spigoli vivi e ricchi di forme fino a 6 cm di dimensione, che si trovano come aggregati impilati parallelamente su una base di cristalli di carletonite dal bianco all'azzurro pallido. Tuttavia, la dimensione media dei cristalli varia solo tra 2 e 10 mm. La forma cristallina portante e determinante dei cristalli prismatici corti e lunghi è il prisma tetragonale II in posizione {100}, che è sempre accompagnato dalla base pinacoidale {001}. Nella maggior parte dei casi sono inclusi anche il prisma tetragonale I. posizione {110} e/o la dipiramide tetragonale II posizione {101}. Bipiramidi tetragonali di diverse posizioni {201}, {102}, {111} e il prisma tetragonale I posizione {130} sono stati osservati su altre forme di superficie.

### Proprietà fisiche e chimiche
I colori dei cristalli di carletonite variano in un'ampia gamma. Oltre ai cristalli incolori, ci sono anche quelli con colorazione bianca, rosa, viola pallido o azzurro pallido, dal blu fiordaliso al blu scuro. Molto caratteristici sono i cristalli colorati con zone concentriche intorno a {001}. L'area centrale dei cristalli è colorata di blu, mentre le zone esterne sono bianche, bianco-bluastre o beige. Le transizioni sono a volte graduali, a volte molto brusche, a volte irregolari. La zona esterna opaca, che può essere separata meccanicamente dal nucleo, rappresenta probabilmente una seconda generazione di carletonite; Spesso contiene difetti interni e inclusioni. Le regioni centrali dei cristalli (cioè la varietà blu) hanno un debole pleocroismo da O = blu molto pallido a E = bruno-rosato molto pallido.
Il colore dello striscio della carletonite è sempre bianco. Le superfici dei cristalli da traslucidi a trasparenti, che sono occasionalmente opachi ai bordi, hanno una lucentezza da vitrea a perlacea a serica. Dopo molto tempo nell'aria, sviluppa un aspetto ceroso. Le superfici in cristallo incise naturalmente sono opache.
La carletonite ha una sfaldatura molto perfetta lungo {001} e una buona sfaldatura in {110}, ma a causa della sua fragilità si rompe in modo simile all'ambligonite, con le superfici di frattura irregolari. Con una durezza Mohs compresa tra 4 e 4,5, la carletonite è uno dei minerali medio-duri che, come i minerali di riferimento fluorite e apatite, può essere graffiato più o meno facilmente con un coltellino tascabile. La densità misurata per la carletonite è di 2,45 g/cm³, la densità calcolata per il minerale è di 2,426 g/cm³.
L'acido cloridrico attacca la carletonite per formare un residuo di SiO2. L'acido nitrico rende il minerale facilmente decomponibile, formando un residuo gelatinoso. La carletonite viene attaccata solo leggermente dall'acido solforico.

## Origine e giacitura
La carletonite è stata descritta solo come una formazione minerale molto rara in base alla sua località tipo. Questa è la cava di Poudrette (anche Carrière Mont Saint-Hilaire) sul Mont Saint-Hilaire, comune regionale della contea di La Vallée-du-Richelieu (Montérégie, nel Québec). La carletonite è stata recuperata qui più volte dopo i primi ritrovamenti negli anni '60.
La carletonite si trova esclusivamente in un complesso intrusivo gabbro-sienite-alcali. Si trova nelle aree centrali di xenoliti di rocce secondarie termo-metamorficamente sollecitate (ex scisti con calcari intermedi), che oggi sono hornfels grigio-verdastri o grigi o marmi silicizzati. Nel primo degli eventi descritti, la carletonite si presentava in vene di quarzo all'interno di hornfels grigio-verdastri ed era accompagnata da narsarsukite giallo limone, calcite, fluorite viola e una piccola quantità di ankylite, molibdenite, leucosfenite, lorenzenite e galena. In un secondo deposito, il minerale è stato trovato all'interno di uno xenolite di circa 60 cm di diametro. La sua area esterna era costituita da un hornfels grigio scuro con grandi arricchimenti di rosa solido e albite bianca. La sua zona interna era costituita da pectolite a grana grossa, magnesio-arfvedsonite a grana media, albite rosa solida, quarzo a grana fine, fluorapofillite, fluorite viola e carletonite. La massiccia carletonite rosata, che occupava circa l'80% del volume del nucleo, era accompagnata da cristalli idiomorfi di magnesio-arfvedsonite, fluorapophyllite e leifite. In un terzo rinvenimento, la zona esterna dello xenolite era costituita da un marmo a grana grossa e la zona interna da pectolite fibrosa radiale quasi pura. Conteneva carletonite azzurra insieme a microclino, magnesio-arfvedsonite e minuscoli cristalli di fluorapophyllite. In tutti e tre i depositi, la carletonite è stata trovata solo in forma grossolana o massiccia.
La prima scoperta significativa di cristalli di carletonite blu pallido lunghi fino a 5 cm su gradini della matrice avvenne nell'estate del 1983. Tra il 1983 e il 1987 sono stati trovati più volte esemplari con cristalli blu chiari che rivestono cavità lunghe fino a 1 cm. Negli anni dal 1987 al 1988, sono stati recuperati principalmente singoli cristalli a spigoli vivi con un'intensità di colore insolita. Questi includono cristalli blu intenso e cristalli fino a 1,5 cm di lunghezza e cristalli prismatici a spigoli vivi fino a 6 cm di lunghezza, che hanno una struttura zonare di colore chiaro (da blu chiaro a blu intenso all'interno/da rosa a incolore a bianco nella zona periferica).
Altro sito noto per la carletonite è la confluenza dei fiumi Čara e Tokko in Russia.

## Utilizzi
Sebbene i cristalli di carletonite siano fragili, alcune piccole gemme possono essere tagliate. Ad esempio, viene riportata una pietra blu scuro taglio smeraldo da 0,34 carati. In seguito è stato sottolineato che, a causa del pleocroismo durante il taglio della carletonite, il suo asse ottico deve essere orientato perpendicolarmente alla superficie del tavolo per ottenere una buona resa cromatica, ma questo porta a pietre relativamente piccole. Tuttavia, la più grande carletonite sfaccettata è nota per essere una pietra di 1,48 carati.